# Archives of Pharmacal Research
Archives of Pharmacal Research (abgekürzt Arch. Pharm. Res.) ist eine wissenschaftliche Fachzeitschrift, die vom Springer-Verlag veröffentlicht wird. Die erste Ausgabe erschien im Dezember 1978. Derzeit erscheint die Zeitschrift monatlich. Es werden Artikel veröffentlicht, die sich mit der Arzneimittelentwicklung und der Arzneimittelwirkung beschäftigen.
Der Impact Factor lag im Jahr 2019 bei 2,934. Nach der Statistik des ISI Web of Knowledge wurde das Journal 2014 in der Kategorie medizinische Chemie an 35. Stelle von 59 Zeitschriften und in der Kategorie Pharmakologie und Pharmazie an 145. Stelle von 254 Zeitschriften geführt.
Chefredakteur ist Seok-Yong Lee (Sungkyunkwan-Universität, Südkorea).